# Далянувек
Далянувек (пол. Dalanówek) — село в Польщі, у гміні Плонськ Плонського повіту Мазовецького воєводства.
Населення — 171 особа (2011).
У 1975-1998 роках село належало до Цехановського воєводства.

## Демографія
Демографічна структура станом на 31 березня 2011 року:
|          | Загалом | Допрацездатний вік | Працездатний вік | Постпрацездатний вік |
| -------- | ------- | ------------------ | ---------------- | -------------------- |
| Чоловіки | 88      | 22                 | 60               | 6                    |
| Жінки    | 83      | 13                 | 48               | 22                   |
| Разом    | 171     | 35                 | 108              | 28                   |